# Dendropsophus elegans
Dendropsophus elegans és una espècie de granota que viu al Brasil.